# Sayhad
Sayhad est une région désertique, actuellement au nord du Yémen, dans les gouvernorats de Al Jawf, de Ma'rib, et de Shabwa, et dans la province de Najran en Arabie saoudite.